# セスナ 195
セスナ 195、セスナ 190
1952年製造のセスナ 195（2009年5月）
- 用途：多用機、ビジネス機
- 分類：軽飛行機
- 製造者：セスナ社
- 運用者
- アメリカ合衆国空軍
- アメリカ合衆国陸軍
- 陸軍州兵
- 初飛行：1944年12月7日
- 生産数：1,180機[1]
- 生産開始：1947年
- 運用開始：1947年
- 運用状況：運用中
- ユニットコスト：12,750USD[2]
- 原型機：セスナ 165

セスナ 190（Cessna 190）とビジネスライナー（Businessliner）の愛称が与えられたセスナ 195（Cessna 195）は、セスナによって1947年から1954年に製造された星型エンジン単発の軽飛行機。
セスナ 195はアメリカ合衆国空軍、陸軍、陸軍州兵に軽輸送機・多用機として採用され、LC-126（後にU-20）の型番が与えられた。
LC-126を含めた総生産機数は、セスナ190と195の合計で1,180機である。

## 開発
セスナ 190と195は、セスナが第二次世界大戦後に製造した唯一の星型エンジン搭載機である。開発は第二次世界大戦中に始まり、開発開始から半年後の1944年12月7日には試作機が初飛行を遂げ、1945年10月には後のセスナ 190となるプロトタイプが、ついで1946年6月にはセスナ 195となるプロトタイプがそれぞれ初飛行を行っている。生産は、戦後の1947年から開始された。エンジンの生産停止によりセスナ 190は1953年に生産を終了、セスナ 195は改良型の生産を1954年まで継続した。
セスナ 195は、セスナ初の総アルミニウムの機体を有する機体で、主翼は第二次世界大戦前に設計された派生元であるセスナ 165と同様の片持ち式の高翼単葉機であった。後年のセスナの機種と異なり、テーパーは翼根から翼端に至るまで直線の翼弦で、上反角もなかった。翼型はNACA 2412、後年のセスナ 150、セスナ 172、セスナ 182に同様の翼型が使用されている。
機体は他のセスナ製航空機よりも大型であるが、これは直径42インチ（110cm）の星型エンジンを機首に搭載することが原因である。座席は2列。前列は一人がけの座席が2席と、席間に空間が設けられた。後列はベンチシートで3人まで搭乗可能であった。
降着装置は、スティーブ・ウィットマンからビッグXに使用されていた鋼鉄製の板バネ式の脚部の権利を取得し、装備した。標準の降着装置に替えて横風着陸用の可動式降着装置を装備することも可能であり、15度までの横風に対応することができたが、これは実際の着陸に際しては操縦を困難にするものであった。セスナ 195には機内へのドアを開けると展開する引き込み式の足掛けが備えられていた。とはいえ、固定式の足掛けが追加される場合もあった。
フロートを取り付け、垂直尾翼を3枚とした水上機型は、横方向の安定性に優れていた。この型の尾翼はロッキード コンステレーションに類似したものであった。
190と195に搭載されたエンジンは、共に燃費でよく知られるものとなった。5米ガロン (19 l)の燃料タンクに2米ガロン (7.6 l)の燃料があれば、飛行が可能となっていた。典型的な燃費は、1時間に2クォート（1.9l）であった。
セスナ 195の燃費は巡航速度が真対気速度148ノット（274 km/h、170 MPH）で1時間当たり16米ガロン (61 L) であった。
プロペラは、ハミルトン・スタンダードの2翅定速プロペラを使用している。
同時期にセスナが販売していた二人乗りの軽航空機セスナ 140は、$3,495であったのに対して、1947年のセスナ 190の当初価格は$12,750（2023年時点の$173,978と同等）、最終年の1954年の195Bは$24,700（2023年時点の$280,239と同等）にまで達した。
価格が個人で購入するには高価につくため、セスナはビジネスライナー（Businessliner）の愛称を与えてビジネス機の市場をターゲットとした。

### LC-126/U-20
LC-126は、セスナ 195の軍用機型である。スキー板、フロートを降着装置として利用することが可能であった。合計83機が、納入されている。
内訳
- アメリカ合衆国空軍：LC-126A 15機[2]
- 陸軍州兵：LC-126B 5機[5]
- アメリカ合衆国陸軍：LC-126C 63機[2]

余剰となったLC-126の大半は、改修キットにより民間機仕様に改修され、払い下げられている。

## 運用
セスナ 190と195は、パイロットとコレクターの両者から「クラシック機としては最上の一つ」と考えられており、中古市場での引き合いも活発である
アメリカ合衆国では、2016年2月の時点で89機の190、231機の195、133機の195A、125機の195Bが連邦航空局に登録されている。
カナダでは、2009年8月の時点で、3機の190と17機の195が運輸省に登録されていた。この他、ブラジルとイギリスに個人所有の機体が存在している。
日本では、195が主に新聞社の取材機として使用された。1952年には読売新聞社、毎日新聞社、朝日新聞社が3社揃って民航空運公司（CAT）の中古機を各1機購入し、うち読売の「よみうり101号」は太平洋戦争後の日本で登録された民間飛行機第1号として、機体記号「JA3001」を取得している。その後も4機が輸入されており、朝日の取材機の他に北日本航空が稚内 - 利尻島間の不定期便に用いた機体もあった。朝日の「朝風」は退役後も保存されており、大阪国際空港での展示を経て航空科学博物館に寄贈・展示されている。

## 型式
190と195の主な相違点は、搭載するエンジンである。
- 190

出力180kW（240hp）のコンチネンタル W670-23を搭載。1947年7月1日に型式認証を取得。
- 195

出力225kW（300hp）のジェイコブス R-755-A2を搭載。1947年6月12日に型式認証を取得。
- 195A

出力184kW（245hp）のジェイコブス L-4MB（R-755-9）を搭載。1950年1月6日に型式認証を取得。
- 195B

出力206kW（275hp）のジェイコブス R-755B2を搭載し、フラップ表面積を50%拡大。1952年3月31日に型式認証を取得。
- LC-126

195の軍用機型。
- LC-126A

空軍により採用。アラスカで救難機として運用され、スキー板、フロートを降着装置として使用可能であった。
- LC-126B

陸軍州兵仕様。軽輸送機として運用された。
- LC-126C

陸軍仕様。練習機として運用された。右側面カーゴドアの拡大、カメラ運用のため左側面の窓を開閉可能とする改修が行われている。
- U-20B

1962年の命名規則改訂時にLC-126Bから変更された型番
- U-20C

1962年の命名規則改訂時にLC-126Cから変更された型番

## 運用者

### 民間
セスナ 190及び195は、個人と企業の双方に普及し、それに加えてチャーター機の運航会社やコミューター航空が使用する機材としても運用された。

### 軍
アメリカ合衆国
- 陸軍州兵[5]
- アメリカ合衆国陸軍[5]
- アメリカ合衆国空軍[18]

## 要目（セスナ 195）
出典: The Complete Guide to Single Engine Cessna, 3rd Edition
諸元
- 乗員: 1
- 定員: 4
- 全長: 8.33m （27ft 4in）
- 全高: 2.18m （7ft2in）
- 翼幅: 11.02m（36ft 2in）
- 翼型: NACA 2412
- 空虚重量: 950kg （2,100lb）
- 有効搭載量: 1,520kg （3,350lb）
- 動力: ジェイコブス R-755 星型レシプロエンジン、220kW （300hp）   × 1
- 燃料搭載量 75米ガロン (280 l)

性能
- 最大速度: 298km/h （185mph）
- 巡航速度: 270km/h （170mph、出力70%）
- 失速速度: 100km/h （62mph、エンジン停止・フラップ45度）
- 航続距離: 1,300km （800マイル、出力70%）
- 実用上昇限度: 5,600m （18,300ft）
- 上昇率: 370m/min （1,200ft/min）
- 翼面荷重: 6.97kg/m2 （15.36lb/ft2）